# Johann Friedrich Struensee
Pour les articles homonymes, voir Struensee.
Johann Friedrich, comte Struensee, né à Halle-sur-la-Saale le 5 août 1737 et mort le 28 avril 1772 à Copenhague, est un homme politique danois d'origine allemande. Médecin du roi Christian VII, alors atteint de troubles mentaux, il ne tarde pas à occuper des fonctions très élevées à la cour. Nommé conseiller d'État, il réalise d'importantes réformes, inspirées par la philosophie des Lumières, comme l'abolition du servage et des corporations.
Il suscite l'intérêt de la reine Caroline-Mathilde, délaissée par son époux, et ne tarde pas à devenir son amant. Une cabale montée par la noblesse hostile aux réformes le fait inculper de complot et décapiter sur la grand-place de Copenhague, tandis que la reine, répudiée peu auparavant, est envoyée chez son ancienne dame d'honneur, la comtesse von Plessen, à Celle, où elle vit avec un petit cercle de personnes cultivées avant de mourir trois ans après, en 1775.

## Éducation et jeunesse
Johann Friedrich Struensee est le fils d'Adam Struensee, pasteur à Halle et professeur de théologie à l'université de cette ville, et de Maria Dorothea Struensee. Futur évêque des duchés de Schleswig et Holstein, son père professe des convictions piétistes, de la mouvance d'August Hermann Francke, lequel met l'accent tout à la fois sur l'engagement social et les sciences profanes.
En 1752, le jeune Struensee s'inscrit à la faculté de médecine de l'université de Halle — sa famille avait déjà fourni plusieurs médecins éminents, notamment son grand-père Johan Samuel Carl Struensee, médecin personnel du roi de Danemark Christian VI qui est hébergé en 1742 chez Adam Struensee une fois démis de ses fonctions.
De son aveu même, Struensee a pour modèle des scientifiques célèbres, comme le médecin suisse Haller ou le philosophe français Helvétius, dont les autorités du royaume de France ordonnent de brûler en place publique l'ouvrage le plus célèbre, De l'esprit (1758). Dans sa bibliothèque figurent des livres de Voltaire, Jean-Jacques Rousseau ou du Norvégien Ludvig Holberg (Pensées morales, dans une traduction allemande). Struensee subit donc l'influence concomitante des idées des Lumières et de la religiosité piétiste.
En 1757, Struensee obtient son doctorat en médecine, avec une thèse sur Les lésions dues aux faux mouvements. Il s'y montre soucieux de prévenir les blessures et y témoigne des conceptions pédagogiques qu'il appliquera au prince héritier Frédéric VI. Se démarquant des autres dissertations médicales de l'époque, celle de Struensee s'abstient d'évoquer les travaux de ses prédécesseurs et entend se fonder exclusivement sur ses observations et expériences personnelles.
En 1757 également, son père est nommé pasteur à Altona, ville proche de Hambourg, qui fait alors partie du royaume de Danemark. Struensee le suit, tout comme le reste de la famille. Dès 1758, il y est engagé comme médecin municipal. Ses appointements annuels de 70 rixdales étant par trop modestes pour lui permettre de mener une existence de bourgeois aisé, il s'associe en 1763 avec un ancien condisciple de Halle, David Panning, pour faire paraître un périodique intitulé Zum Nutzen und Vergnügen (L'utile et l'agréable), où se côtoient articles didactiques et pièces divertissantes. L'une de ses parutions utilise un jargon théologique de parodie pour railler des médecins qui vendent avec profit des remèdes de charlatan. Cette satire fait de nombreux mécontents qui l'accusent de corrompre la jeunesse et de faire outrage à la religion. Le mensuel est interdit et son imprimeur mis à l'amende. Si l'article incriminé n'est probablement pas de la plume de Struensee, celui-ci n'en est pas moins responsable du contenu de son journal. L'année suivante, Struensee lance une nouvelle revue, Pour les sciences, les arts, le goût et les mœurs, — exempte d'éléments satiriques — et dont la parution est autorisée.

## Premiers contacts avec Christian VII

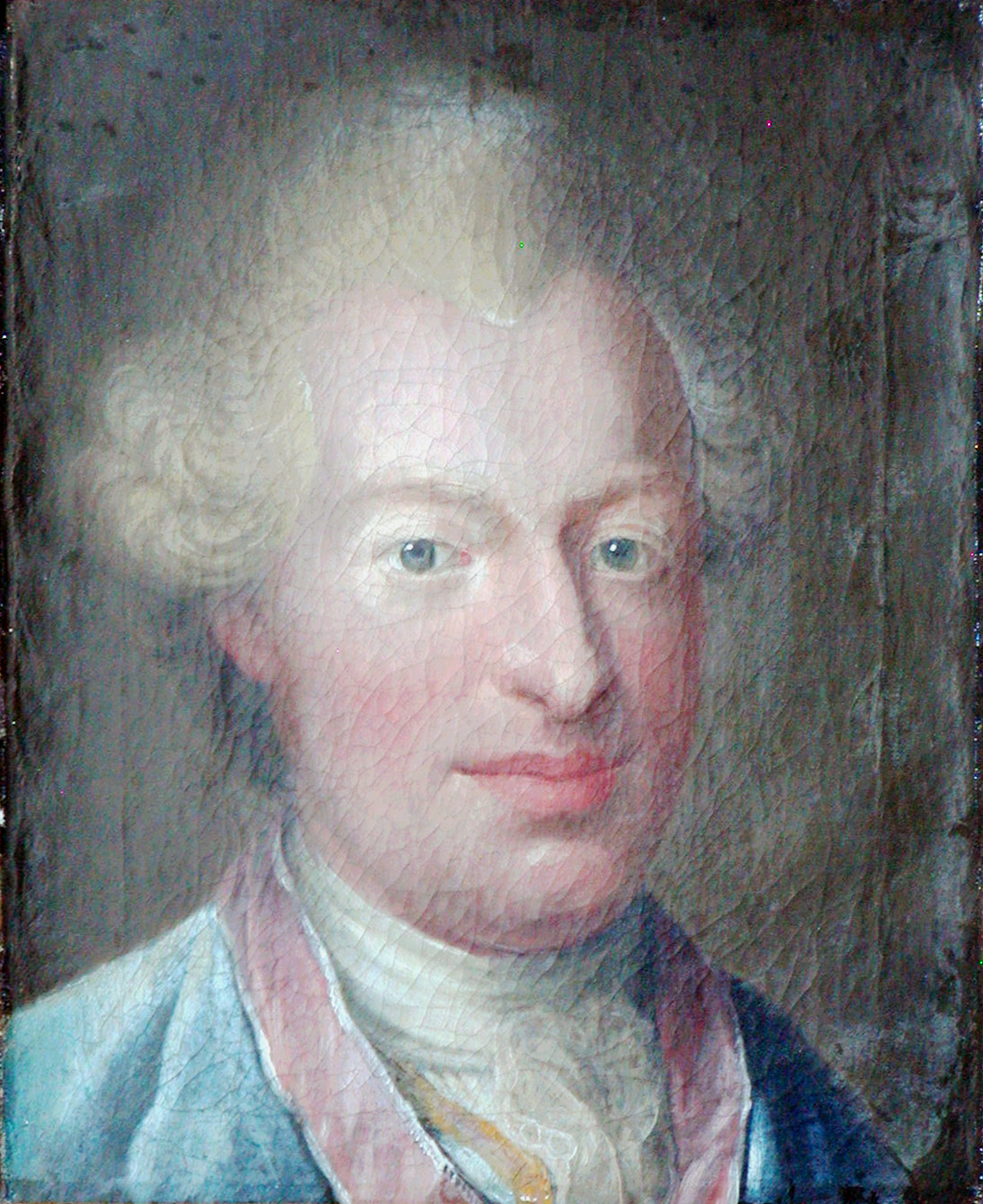
Johann Friedrich Struensee
Portrait peint vers 1770 par Christian August Lorentzen et conservé dans les collections du château de Frederiksborg.

Dans l'exercice de son art, Struensee noue des contacts avec l'aristocratie locale, notamment le comte Schack Carl Rantzau, qui le fait nommer médecin pour le voyage que le roi Christian VII entreprend à l'étranger.
Il est difficile de poser un diagnostic exact sur la santé psychique du roi mais il est probable qu'il ait été atteint de schizophrénie. Après son couronnement, il déclare qu'il allait mener « une année durant » une vie de « fou furieux » et se plonge dans la débauche et les beuveries. Il fréquente assidûment les prostituées, la plus célèbre étant Støvlet-Cathrine, « Catherine à la bottine », qui devient la favorite royale, et multiplie les tournées nocturnes tapageuses à travers la capitale. Peu à peu, il apparaît cependant que la « furie » du roi n'est pas que l'expression d'une aspiration juvénile à la révolte mais relève aussi et surtout de l'aliénation mentale. Il aime faire souffrir autrui, tout en éprouvant une extrême appréhension à l'idée de ressentir quelque douleur dans son propre organisme. Dans les premières années, sa maladie se traduit par des périodes longues d'activité physique intense mais au fil du temps, elle se mue de plus en plus en une espèce de léthargie qui n'est plus interrompue que par de brefs accès d'agitation fébrile.
Indépendamment de ces symptômes, le roi est en outre éminemment influençable, de sorte que quiconque arrive à se ménager durablement un accès personnel à ses appartements est en mesure de peser sur toutes ses décisions. Étant donné que durant la majeure partie de son règne (1746 – 1766), son prédécesseur Frédéric V n'a montré qu'un intérêt médiocre pour la conduite des affaires, le royaume est gouverné par un cabinet gouvernemental puissant, le monarque se satisfaisant de pouvoir apposer sa signature au bas des instructions du cabinet royal. Lorsque Christian VII monte sur le trône, c'est le comte Johann Hartwig Ernst Von Bernstorff qui continue à détenir le véritable pouvoir, dirigeant le cabinet royal tout en étant ministre des Affaires étrangères, attributions qui correspondraient actuellement à celles d'un Premier ministre et d'un ministre des relations extérieures. La présence aux côtés du souverain du comte Frederik Vilhelm Conrad Holck, son favori et compagnon d'ivrognerie, est tolérée dans la mesure où il est à même de satisfaire tous ses caprices et excès.

## Participation au voyage européen de Christian VII
Le 6 mai 1768, Christian VII entame son voyage à l'étranger. Le médecin royal en titre, Hans Piper, âgé de 65 ans, n'est pas du voyage : Struensee assure une assistance médicale, pour une rémunération annuelle de 500 rixdales l'année. Le comte von Bernstorff prend également part au déplacement avec la ferme intention de surveiller personnellement le roi. Il est déjà de notoriété publique que le monarque souffre de troubles mentaux ; pour le chancelier, il est important qu'il fasse la meilleure impression auprès des représentants de certaines des plus grandes maisons régnantes d'Europe qu'il va rencontrer.
Après un passage par l'Allemagne, l'équipage royal remonte vers le nord pour visiter les Provinces-Unies, gagne ensuite l'Angleterre, prend la direction du sud, traverse la France et remonte vers le nord pour rentrer au Danemark via l'Allemagne. En Angleterre, l'université de Cambridge confère à Struensee un doctorat honoris causa en médecine, tandis qu'à Paris il peut rencontrer, lors d'une réception royale, plusieurs grandes figures de la philosophie des Lumières, d'Alembert, Helvétius, Diderot ou encore le baron d'Holbach.
La démence royale commence à évoluer, passant d'une extraversion hyperactive à une mélancolique introspection. Les redoutables foucades publiques du roi s'espacent, au grand soulagement du comte von Bernstorff. En contrepartie, Struensee devient de plus en plus proche du souverain, tant et si bien que le 6 janvier 1769, le roi, lorsqu'il réintègre son royaume, fait de lui, officiellement, son médecin personnel, aux appointements annuels de 1 000 rixdales.

## L'ascension vers le pouvoir politique
Après le retour au Danemark, Struensee commença, au contact quotidien du roi, à comprendre les conditions qui prévalaient à la cour. La folie du monarque et ses excès, entre autres d'ivrogne et de coureur de jupons, avaient placé la reine Caroline Mathilde dans une situation qui n'avait rien d'agréable. Il semble que le médecin fut le seul qui pût s'en rendre compte et il convainquit le roi de traiter la reine avec davantage de déférence. Ce faisant, il entra également dans les bonnes grâces de la souveraine et sa position au palais s'en trouva encore renforcée.
Le comte Holck restait néanmoins le favori du roi, l'accompagnant dans toutes ses beuveries. Struensee comprit qu'il lui faudrait en passer par lui s'il voulait gagner l'entière confiance du souverain. En mai 1769, le médecin fut nommé conseiller d'État, progressant ainsi à grands pas dans l'ordre hiérarchique du royaume. On a pu démontrer ultérieurement que Struensee noua avec la reine une relation sentimentale. Elle tomba alors enceinte, de ses œuvres selon la rumeur de l'époque et l'historien danois Svend Bech Cedergreen (1920-2007), encore qu'il soit difficile d'établir avec une totale certitude la paternité de l'enfant qu'elle mit au monde, la princesse Louise Augusta de Danemark.
Au début de l'année 1770, Struensee fut nommé secrétaire du cabinet de la reine Caroline Mathilde et lecteur du roi Christian VII. Il n'existe aucun élément qui indiquerait qu'il ait cherché à exercer une influence sur la cour pour obtenir une charge politique, mais c'est sans doute à partir de cette époque que germa dans son esprit l'idée d'occuper des fonctions en vue.
Durant l'été 1770, le roi et sa suite se déplacèrent dans le duché de Holstein, où Struensee réussit à mettre le comte Holck sur la touche en obtenant qu'Enevold Brandt fût réintégré dans l'entourage royal. Assesseur à la cour, ce personnage avait, en 1768, adressé au roi une lettre dans laquelle il le mettait en garde contre l'ascendant délétère exercé sur lui par son compagnon de débauche ; ce courrier lui avait valu, cette même année, d'être démis de ses fonctions et de tomber en disgrâce. Il se lia cependant d'amitié avec Struensee, lequel entrevit la possibilité d'en faire le nouveau favori du roi. Avec l'appui de la reine, il réussit à évincer Holck au profit de Brandt. Struensee marchait ainsi sur les brisées de Bernstorff, en plaçant auprès du roi « un ministre des divertissements », capable d'étancher sa soif d'excès et de détourner son attention des affaires gouvernementales et des intrigues de personnes dont la cour était le théâtre.
Pour le médecin royal, il fallait cependant se débarrasser également de Bernstorff. Sa fonction de ministre des Affaires étrangères, équivalent de celle de président de la chancellerie allemande, représentait la charge la plus éminente au sein du gouvernement danois et c'était lui qui, par ailleurs, définissait en majeure partie la politique du royaume. Struensee devait l'évincer s'il voulait devenir l'homme de confiance du roi. L'occasion lui en fut donnée le 15 septembre 1770, avec la déroute totale de la flottille de guerre que le ministre avait envoyée pour mener une action punitive contre les pirates algériens qui avaient multiplié en Méditerranée les attaques contre des navires de commerce européens, notamment danois.

## Au faîte de la puissance

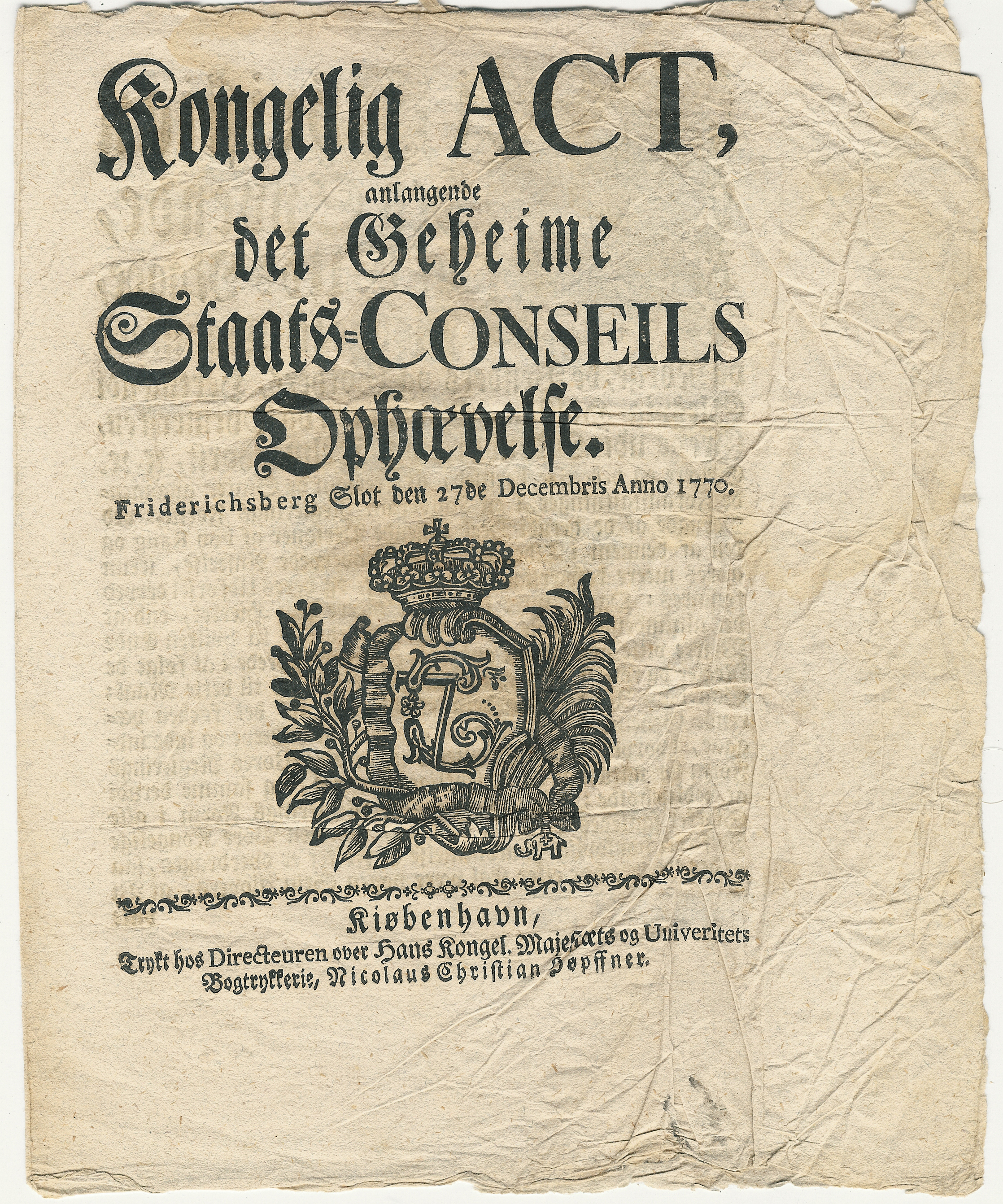
Page de titre de l'« acte royal » de décembre 1770 supprimant le Conseil privé, à l'instigation de Struensee, qui accédait ainsi à la tête du gouvernement danois.

Le premier problème qui se posa à Struensee fut de savoir comment ses prérogatives, encore informelles, allaient s'inscrire dans les rouages de l'administration existante, en premier lieu et en particulier ceux de l'ex-Conseil privé : cette instance, qui se composait essentiellement d'aristocrates allemands et dont la vocation originelle était de servir d'organe consultatif, avait fini par accaparer la réalité du pouvoir, tandis que le roi se trouvait marginalisé. Struensee tenta de s'assurer le contrôle de l'assemblée en y plaçant des personnes sur lesquelles il pensait avoir barre, notamment le comte Rantzau, qui lui avait été utile lors de son ascension vers les sommets de l'État.
Il ne tarda toutefois pas à constater que l'existence même d'un tel cercle était incompatible avec la simplification à laquelle il entendait soumettre les structures de l'administration du royaume. Le 8 décembre 1770, il obtint donc la dissolution du Conseil privé et se fit nommer « maître des requêtes ». Dès la fin de l'année, l'abolition de l'ancienne assemblée était chose faite et en lieu et place, il instaura une « conférence » réunissant les directeurs des principaux services administratifs, comme Peter Elias von Gähler, ancien membre du Conseil privé. Même si la conférence se cantonna toujours dans son rôle consultatif, Struensee finit par la supprimer, peut-être parce qu'elle ressemblait trop à l'assemblée précédente, alors qu'il souhaitait se démarquer de l'hégémonie qu'exerçait précédemment l'aristocratie.

### Les réformes administratives
[source insuffisante]En sa qualité de maître des requêtes, Struensee était chargé de transmettre au roi les demandes qui lui étaient adressées – et il suffisait qu'il le priât de signer un document pour que le souverain s'exécutât. Pour les embauches aux emplois de la cour, y compris les fonctions gouvernementales, il exerçait un pouvoir absolu, qui aboutit à plusieurs mutations par lesquelles des nobles incompétents durent céder leurs fonctions à des fonctionnaires méritants d'extraction bourgeoise, et qui lui donna par ailleurs la latitude de pourvoir de sa propre initiative tout poste au gouvernement.
Le 22 décembre 1770, il fit nommer au poste de ministre des Affaires étrangères Adolph Sigfried von der Osten, diplomate danois en poste à Naples après l'avoir été longuement à Saint-Pétersbourg, et il en profita pour découpler la fonction de celle qui correspond à la présidence de la chancellerie allemande. Au demeurant, il prit les dispositions nécessaires pour que tout dossier relevant de la politique extérieure transitât par ses mains avant d'être soumis au roi. Cet interventionnisme, qui s'ajoutait à des divergences de fond quant à la conduite du royaume, suscita le ressentiment du nouveau ministre.
Au printemps 1771, Struensee recruta son frère Carl August Struensee à la tête du collège des finances. Sa tâche consistait à centraliser l'administration financière du royaume et instaurer une séparation entre le budget de l'État et la cassette du souverain. Les finances publiques devaient désormais être soumises à un contrôle strict et Carl August s'avéra un trésorier et administrateur des plus compétents.
L'été de la même année, Struensee se décerna le titre de ministre du cabinet privé et fut dès lors habilité à édicter de sa propre main des « ordres de cabinet » qui avaient même valeur que s'ils avaient été signés par le roi. En pratique, il jouissait désormais d'un pouvoir illimité, la maladie mentale du roi s'étant aggravée. Avec la reine, le tout-puissant ministre séjourna alternativement à Copenhague et, plus au nord, près de la côte, au château de Hirschholm, sur le site de l'actuelle cité de Hørsholm où était également organisée l'éducation du prince héritier Frédéric.
Le 7 juillet 1771, Caroline-Mathilde accoucha d'une fille, la princesse Louise Augusta de Danemark. Le roi en reconnut officiellement la paternité alors que, de l'avis général, c'était Struensee qui en était le père.

### Le despotisme éclairé
À mesure qu'il progressait dans son entreprise de réforme, Struensee trouva sur sa route des difficultés de plus en plus nombreuses. Les inégalités et les vieux privilèges régnaient en maître, alors qu'ils faisaient horreur à ses vues qui se situaient dans le droit fil des Lumières. En conséquence, il intervint dans presque toutes les couches de la société, y compris et surtout dans la fonction publique.
Struensee fit preuve d'une clairvoyance stupéfiante en matière d'organisation administrative du royaume, mais il n'avait pas le sens des réalités. Comme ses multiples interventions incommodaient nombre de gens, le mécontentement qu'il suscitait alla croissant. Il n'est pas étonnant, dès lors, que cette animosité s'étendît même à des réformes dont nul ne pouvait se trouver lésé.
Ainsi, lorsque Struensee fit installer dans la Fondation pour la maternité (Fødselsstiftelsen), une institution déjà bien établie, un tour d'abandon, guichet tournant avec une caisse où les jeunes mères en détresse pouvaient déposer leur nouveau-né plutôt que de commettre l'infanticide, la mesure suscita l'indignation des bourgeois de la capitale qui y virent une incitation à la débauche. L'historien Jacob Langebek, qui publia sous le manteau de longs poèmes satiriques durant toute la période où le médecin royal fut à la tête de l'État, évoque l'initiative en ces termes indignés :
« En soulignant le vice, cette caisse
affaiblit l'homme et sa famille abaisse »,
et ce alors que dès 1720, lors de la fondation de l'Orphelinat de Copenhague, le roi Frédéric IV avait ordonné d'y installer un dispositif analogue.

## L'action de Struensee au pouvoir

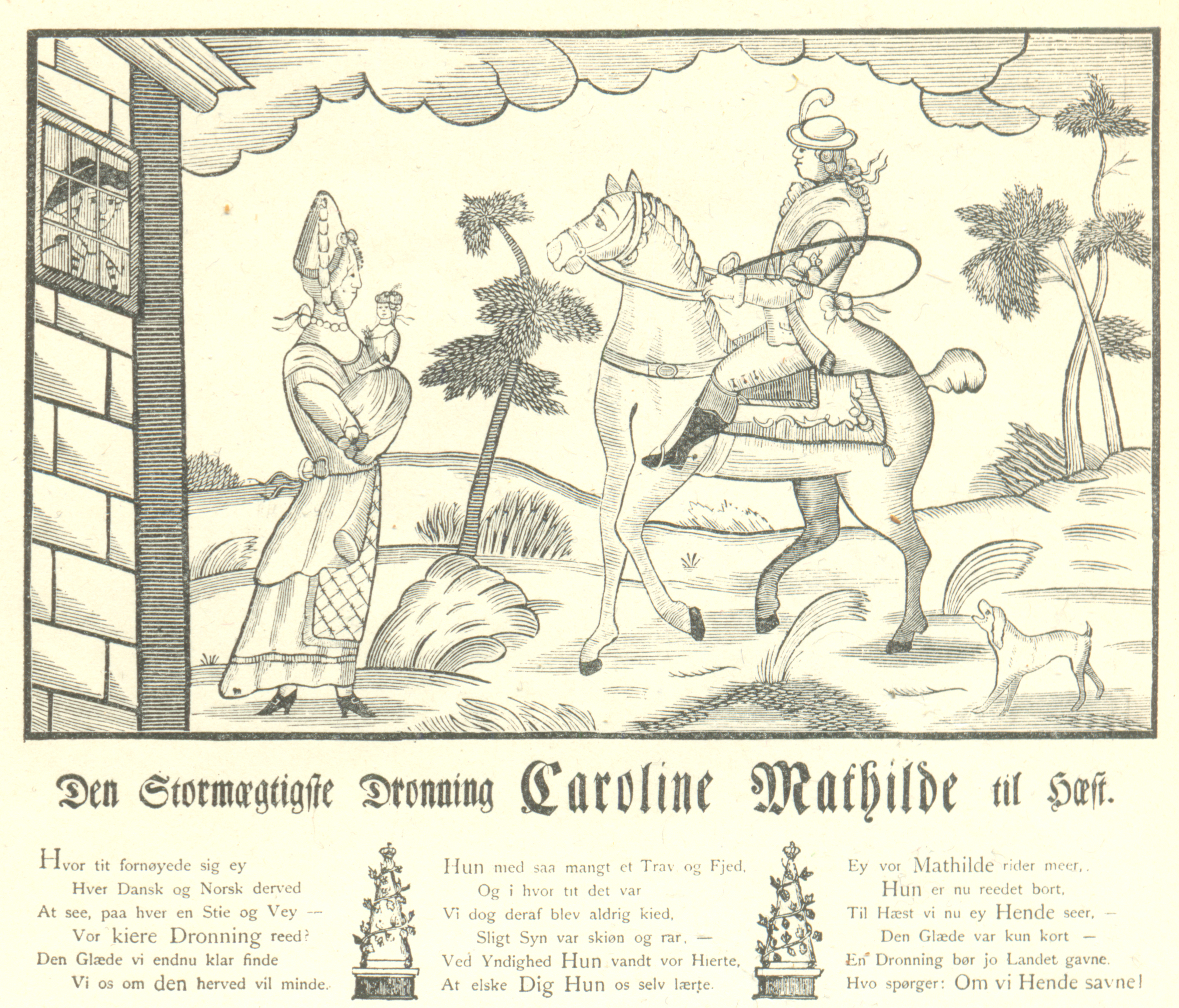
La toute-puissante reine Caroline Mathilde à cheval. Struensee, qui était lui-même féru d'équitation, incita la reine à l'imiter. Elle suivit ses conseils mais en montant comme un homme, à califourchon sur sa monture, et en choisissant d'apparaître en habits masculins, que ce soit à cheval ou devant la cour, elle suscita l'indignation de ses contemporains, comme le montre cette gravure sur bois: postérieure à la chute de Struensee, en janvier 1772, elle montre l'ancien ministre qui, par la fenêtre de sa cellule, regarde la reine, habillée en homme, tandis qu'une nourrice porte l'enfant qu'ils ont conçu. La scène ne doit cependant pas être prise au pied de la lettre, car durant la détention de Struensee à Copenhague, la souveraine était assignée à résidence dans le château de Kronborg à Elseneur.

Struensee mit en œuvre, à un rythme soutenu, toute une série de réformes : embauche dans la fonction publique sur la seule base des compétences (4 septembre 1770), simplification de l'appareil administratif d'État (31 janvier 1771), réduction de l'influence des grands propriétaires terriens (19 novembre 1770), amélioration du réseau scolaire et du système de soins de santé (22 mars 1771 et 9 mai 1771), suppression de la peine de mort pour vol (8 mars 1771), ou encore abolition de l'usage de la torture pour obtenir les aveux des suspects (16 novembre 1771).
Le 13 mai 1771, Struensee supprima les amendes pour les grossesses extraconjugales (lejermål) et la distinction juridique qui était établie entre la « descendance légitime » et les enfants nés hors mariage. Les motifs qui le poussèrent à cette réforme tenaient moins à des convictions morales ou philosophiques qu'à des considérations sociales : les parents d'enfants illégitimes éprouvaient des difficultés pour les élever dès lors que des amendes, voire des peines d'emprisonnement, leur étaient infligées. Désormais exemptés de telles sanctions, ils seraient en mesure de nourrir et d'éduquer leur progéniture, tandis qu'en abolissant la distinction entre enfants nés « du mariage » et « hors liens du mariage », on levait l'obstacle juridique qui avait jusqu'alors empêché ceux de la seconde catégorie de pouvoir prétendre à être intégrés dans les corporations d'artisans, pour ne citer que cet exemple. Le but était donc de leur offrir à eux aussi une éducation et un métier grâce auxquels, au lieu de rester un fardeau à la charge de l'État, ils exerceraient une activité dont il tirerait bénéfice.
Pour renflouer le budget du royaume, Struensee prit une série de mesures d'économie. C'est ainsi qu'il arrêta le chantier de la dispendieuse église de Frédéric, dite l'« église de marbre » (23 octobre 1770), entamée par Frédéric V, rationalisa l'administration des douanes (23 juillet 1771) et créa une loterie (Tallotteriet), dont les bénéfices alimentèrent les caisses de l'État (24 décembre 1770). Toujours dans le souci d'économiser les deniers publics, il licencia bon nombre de fonctionnaires, qui devinrent autant de détracteurs de sa politique.
Struensee était adepte d'une pensée d'inspiration libérale, contrastant avec la doctrine mercantiliste qui avait prédominé jusqu'alors. Il abolit des monopoles et abrogea les interdictions d'importer. Jusqu'alors, la police avait eu pour tâche de pourchasser les contrebandiers mais les nouvelles ordonnances vidèrent cette mission de sa substance et, le 27 juillet 1771, l'autorisation de procéder à des perquisitions de domicile lui fut retirée.
Le comte fut accusé d'avoir supprimé un certain nombre de fêtes traditionnelles par la réforme des jours fériés de 1770, alors même que la décision avait été prise avant son accession au pouvoir. L'initiative avait été approuvée par l'Église et était donc en voie d'adoption. Néanmoins, comme ce fut Struensee qui la promulgua, elle lui fut entièrement imputée.
Struensee avait également prévu de procéder à une grande réforme de l'université de Copenhague. Pour en élaborer les plans, il appela dans la capitale l'évêque norvégien Johan Ernst Gunnerus qui lui exposa ses idées le 16 décembre 1771. Ses propositions ne lui donnant pas entièrement satisfaction, il entreprit de les remanier mais ne parvint pas à les concrétiser avant d'être chassé du pouvoir. Il était manifestement mécontent de la position prédominante que la faculté de théologie occupait dans le consistoire qui dirigeait l'université et il projetait de s'attaquer à cette hégémonie. En 1771, lorsqu'un médecin juif dénommé Simon Solomon Polac demanda aux autorités universitaires de pouvoir soutenir une thèse pour l'obtention du grade de docteur en médecine et que l'autorisation lui en fut refusée pour motif religieux, le comte Struensee leur adressa, le 2 mai, une lettre précisant que désormais, il y aurait lieu de ne plus tenir aucun compte de la religion pour la collation de doctorats, les convictions religieuses et les compétences devant constituer deux sphères totalement distinctes. Cette intervention renforça incontestablement le mécontentement généralisé du clergé. Cette même année, les pasteurs Jørgen Hee et Balthasar Münter furent condamnés à une amende pour des sermons où ils avaient non seulement critiqué le gouvernement de Struensee mais avaient en fait appelé à le renverser.
Le comte édicta ordonnance sur ordonnance : il en publia près de deux mille ! L'une d'entre elles abolit la municipalité (magistrat) de Copenhague au motif que la capitale était par trop mal administrée. C'est également sous son administration que fut publiée celle qui prescrivit que toutes les maisons des grandes villes du royaume fussent pourvues d'un numéro, apposé à la peinture.

### La liberté de la presse
Le premier des nombreux décrets du cabinet de Struensee, publié le 4 septembre 1770, avant même le renvoi de Bernstorff, abolit la censure et instaura une totale liberté de presse, démontrant qu'il était un fervent partisan de la philosophie des Lumières, dans ses implications les plus radicales. À l'époque, aucun autre État européen ne permettait de publier ainsi sans restriction aucune. Même en Angleterre, en Hollande et en Suède, où les publications étaient relativement libres, la législation avait instauré des limites concernant l'anonymat et la diffamation. Struensee ne tarda pas à ressentir lui-même des effets inattendus de son initiative : une foule de libelles parurent, qui visaient en particulier sa personne et, surtout, ses relations avec la reine.
Censée gagner au comte les sympathies des milieux cultivés de la capitale, la liberté de la presse aboutit en fait à lui aliéner l'opinion publique. Dès le 7 octobre 1771, il publia un décret qui restreignait la liberté absolue de publication, en prescrivant que la page de titre de tout écrit publié devrait désormais mentionner un nom d'auteur ou d'imprimeur, mais le flux de textes critiques qui le prenaient pour cible ne se tarit pas pour autant.

### La condition paysanne
Struensee avait projeté de modifier la condition des paysans danois et, notamment, d'abolir l'obligation de résidence (''stavnsbånd''), forme de servage qui, depuis 1733, leur interdisait de quitter les domaines de leur propriétaire. Il confia la question à une « commission générale de l'agriculture », placée sous la houlette de Georg Christian Oeder. Elle lui remit, le 1er août 1771, des conclusions qui étaient essentiellement négatives car elle estimait qu'il ne lui était pas possible de se prononcer en faveur de suppression de ce régime. À ses yeux, la paysannerie, pour avoir été si longtemps asservie, était inapte à se prendre en main. Pour reprendre ses propres termes, « un oiseau enfermé en cage dès le début de son existence sera troublé et perdu si, brusquement, la porte s'ouvre devant lui ; il est probable que l'État subirait les plus graves dommages s'il se conduisait de la sorte avec les paysans ». En lieu et place, la commission proposa une abolition progressive qui, étendue sur plusieurs générations, permettrait aux volatiles encagés de s'accoutumer à une vie sans barreaux. Le comte n'arriva jamais à trancher dans ce dossier. Bien qu'il fût vraisemblablement favorable à une abrogation plus rapide, il ne réussit pas à élaborer de plan définitif. En avril 1771, il publia cependant une ordonnance sur les corvées, qui fixait les prestations que les propriétaires fonciers pouvaient exiger de leurs fermiers.

### L'éducation du prince héritier Frédéric
Pour l'éducation du prince héritier, Struensee mit en œuvre, suivant une lecture très littérale, la démarche pédagogique prônée par Jean-Jacques Rousseau dans l'Émile, en la complétant par des théories datant de ses études médicales. Aucun précepteur ne devait inculquer son savoir au jeune Frédéric : il lui faudrait au contraire apprendre à se débrouiller par ses seules ressources. À cette fin, on lui donna pour seule et unique compagnie deux jeunes paysans de son âge et un chien et on le fit vivre à l'écart des adultes. Comme il s'était montré effrayé par les escaliers, on lui en édifia une petite réplique au milieu d'une pièce et ses repas lui furent servis en haut de ces marches. Dans les premiers temps, il eut toute liberté de se déplacer dans les jardins du château de Hirschholm mais un jour, il tomba dans l'étang du parc et l'on installa une clôture qui bornait ses déplacements à l'extérieur.
Le 2 mai 1770, Struensee vaccina le prince contre la variole. Il s'agit probablement de la première variolisation à avoir été effectuée au Danemark et elle produisit l'effet escompté, même si l'inoculation rendit le jeune Frédéric légèrement malade.
Struensee préconisait la multiplication des bains froids, auxquelles le prince fut soumis même l'hiver. À force d'aller sans chaussures ni chaussettes, il contracta des engelures et reçut alors des bas de laine. Toute cette éducation eut pour résultat qu'à quatre ans, il avait encore des difficultés à s'exprimer. La rumeur circula que le comte essayait en fait de le tuer pour pouvoir installer sa propre lignée sur le trône, grâce à la jeune princesse Louise Augusta qui deviendrait alors l'héritière de la couronne.

## Mutinerie et tentatives de soulèvement

### L'équipée des matelots
Des troubles assez sérieux se produisirent le 10 septembre 1771, lorsqu'un fort parti de matelots se rendit, sans armes, à Hirscholm. Des problèmes s'étant posés pour le paiement de leur solde, ils avaient décidé d'aller trouver le roi pour solliciter son aide. Tout comme Struensee, la reine conçut une extrême frayeur face à cet attroupement soudain. Elle avait ordonné à ses femmes de chambre de faire ses bagages et envisageait ouvertement d'aller se réfugier en Suède. Toutefois, les marins se contentèrent d'exposer leurs griefs au responsable de service puis s'en retournèrent dans leurs foyers. Quelques jours plus tard, on les informa que le roi allait leur offrir un banquet, dont la pièce principale était un bœuf à la broche, d'où le nom de « bœuf de la réconciliation » que les contemporains donnèrent à la scène, laquelle devint un sujet de raillerie dans les écrits de l'époque.

### Le tumulte de la veille de Noël
Un soulèvement analogue éclata à la Noël 1771, en rapport avec la dissolution de la garde à pied. Dans un ambitieux mouvement de réformes militaires, le comte avait déjà supprimé la garde montée et comptait faire de même avec le régiment de fantassins, lequel, à la différence de la quasi-totalité des autres formations armées du royaume, se composait exclusivement de recrues nationales, en majorité norvégiennes. Le licenciement de cette garde « nationale » fut le pas de trop : nombre de Danois nourrissaient de l'hostilité à l'encontre des Allemands qui, tel Struensee, s'étaient emparés des rênes du pouvoir dans leur pays.
Dans l'esprit de Struensee, le licenciement de gardes ne faisait qu'amorcer des réformes de grande ampleur, calqués pour l'essentiel sur ceux que le maréchal de camp Claude-Louis-Robert de Saint-Germain avait élaborés antérieurement et tentés de mettre en œuvre à deux reprises. Partisan d'un despotisme éclairé inspiré de Frédéric II de Prusse, le haut officier français jugeait que les deux régiments de garde, à cheval et à pied, étaient dépourvus de toute valeur militaire et ne servaient qu'à flatter l'orgueil de la maison royale.
Les soldats de la garde s'attroupèrent pour protester et se rendirent au château de Frederiksberg, où la cour résidait alors, sans avoir d'intentions séditieuses mais pour demander au roi lui-même de surseoir à la dissolution de leurs unités. Struensee alla rencontrer les manifestants pour négocier et réussit à apaiser les esprits. L'affaire déboucha toutefois sur le licenciement de la garde et l'enrôlement de ses officiers dans d'autres corps. Elle suscita au sein de l'armée un puissant noyau d'opposants, qui s'employèrent de toutes leurs forces à monter d'autres gradés contre le comte Struensee.

### La planification du coup d'État
Struensee fut confronté à deux autres détracteurs de premier plan, en la personne de la reine douairière Juliane Marie de Brunswick-Wolfenbüttel, seconde épouse du roi précédent, Frédéric V, et de son fils, le prince Frédéric, dit le « prince héréditaire » (arveprins), c'est-à-dire l'héritier présomptif du trône tant que le roi était resté sans descendance mâle. L'hostilité de la reine et du prince avait deux puissantes racines : l'indignation de voir l'autorité de la maison royale tombée entre les mains d'un individu d'extraction bourgeoise et le sentiment qu'en toute justice, c'était au prince héréditaire qu'aurait dû échoir l'exercice réel du pouvoir dans le royaume.
Fin politique, le professeur de théologie Ove Høegh-Guldberg, qui avait été nommé précepteur du prince Frédéric en 1764, puis secrétaire de son cabinet, aida la reine douairière à fomenter un coup d'État.
Les projets de soulèvement contre Struensee étaient longtemps restés à l'état embryonnaire mais maintenant que les rangs des officiers qui lui manifestaient une hostilité ouverte s'étaient brusquement étoffés, les candidats putschistes disposaient de multiples possibilités pour mettre leurs plans à exécution. Ce furent les commandants de la garde du palais, le général Hans Henrik von Eickstedt et le colonel Georg Ludwig von Köller-Banner qui prirent sur eux de recourir effectivement à la force.

### Le mécontentement populaire

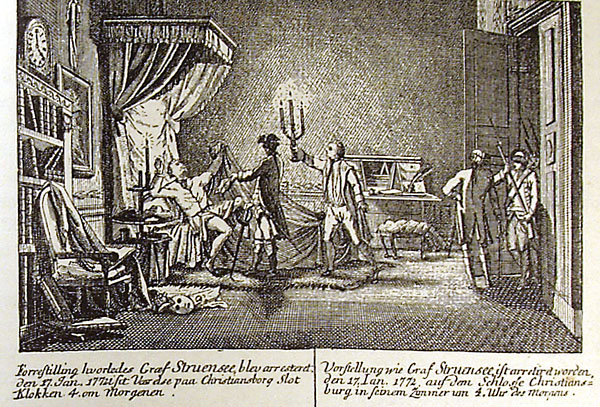
L'arrestation de Struensee
(gravure d'époque).

En dehors même des nombreux adversaires que Struensee s'était faits en congédiant des fonctionnaires et en procédant à des réorganisations, son action avait mécontenté de larges pans de la population. La gravité de l'état mental du souverain n'était que peu connue à l'extérieur de la cour. La population jugeait dès lors d'une outrecuidance flagrante qu'un roturier, de surcroît simple médecin sans expérience politique, prétendît exercer les responsabilités éminentes du royaume.
La liaison qu'il entretenait avec la reine faisait pire impression encore. Dans les écrits contemporains, on peut voir que cette relation intime avec Caroline-Mathilde était de notoriété publique et ne faisait qu'exacerber le sentiment qu'il tenait le roi en otage. Les conspirateurs surent tirer parti de cette image. À partir du 11 janvier, le bruit courut que le comte voulait effectuer un véritable coup d'État : on lui prêta l'intention de forcer le roi à abdiquer, de s'installer sur le trône et d'épouser la reine.

### L'arrestation de Struensee
Bien que sans fondement, cette rumeur décida de l'exécution du coup d'État projeté. Le 15 janvier, le colonel Köller fut convoqué par la reine douairière pour prendre ses instructions. Struensee et la reine assistaient à un bal masqué à la cour, sans rien soupçonner. Équipée de cartouches à balle, la deuxième compagnie de grenadiers du régiment de Falster fut déployée aux abords du château. La belle-mère du roi était en possession de mandats d'amener, peut-être rédigés par Høegh-Guldberg, pour faire arrêter Struensee et les principaux piliers de son gouvernement. Les ordres furent remis à Eickstedt et Köller qui les communiquèrent à leurs subordonnés. Bien qu'ils ne fussent pas revêtus de la signature royale, les conspirateurs n'éprouvèrent aucun scrupule à les exécuter.
Durant la nuit du 16 au 17 janvier 1772, la douairière, le prince héréditaire Frédéric et Høegh-Guldberg se rendirent dans la chambre du roi et s'assurèrent de sa personne, tandis que Köller, à la tête d'un petit détachement, gagnait les appartements de Struensee et procédait à son arrestation. D'autres hommes de troupe firent irruption chez le comte Enevold Brandt, la reine et plusieurs hauts responsables gouvernementaux et les emmenèrent.

## Le procès et l'exécution

### Le procès
Cependant que la reine était conduite au château de Kronborg, à Elseneur, pour y être placée en résidence surveillée, Struensee et Brandt furent, après leur arrestation, emprisonnés dans des cachots de la citadelle de Copenhague. Durant leur incarcération, les deux comtes furent traités avec humanité par le commandant de la place, Levin Ludvig von Hobe, qui s'opposa à ce qu'ils fussent approchés par des personnes affichant des intentions douteuses. Lorsque la nouvelle de la chute de Struensee se répandit dans la capitale, l'émeute y gronda débouchant sur la « fête du grand coup de balai ». Ces débordements visèrent non seulement les maisons de tolérance de la ville mais aussi le très chic café Gabel (Gabels Kaffehus) qui, dans l'imagination populaire, fonctionnait comme un bordel de luxe alors que, Struensee, en le créant, avait simplement tenté d'établir un club prestigieux pour hommes d'affaires, qui eût été la réplique danoise du Lloyds londonien.

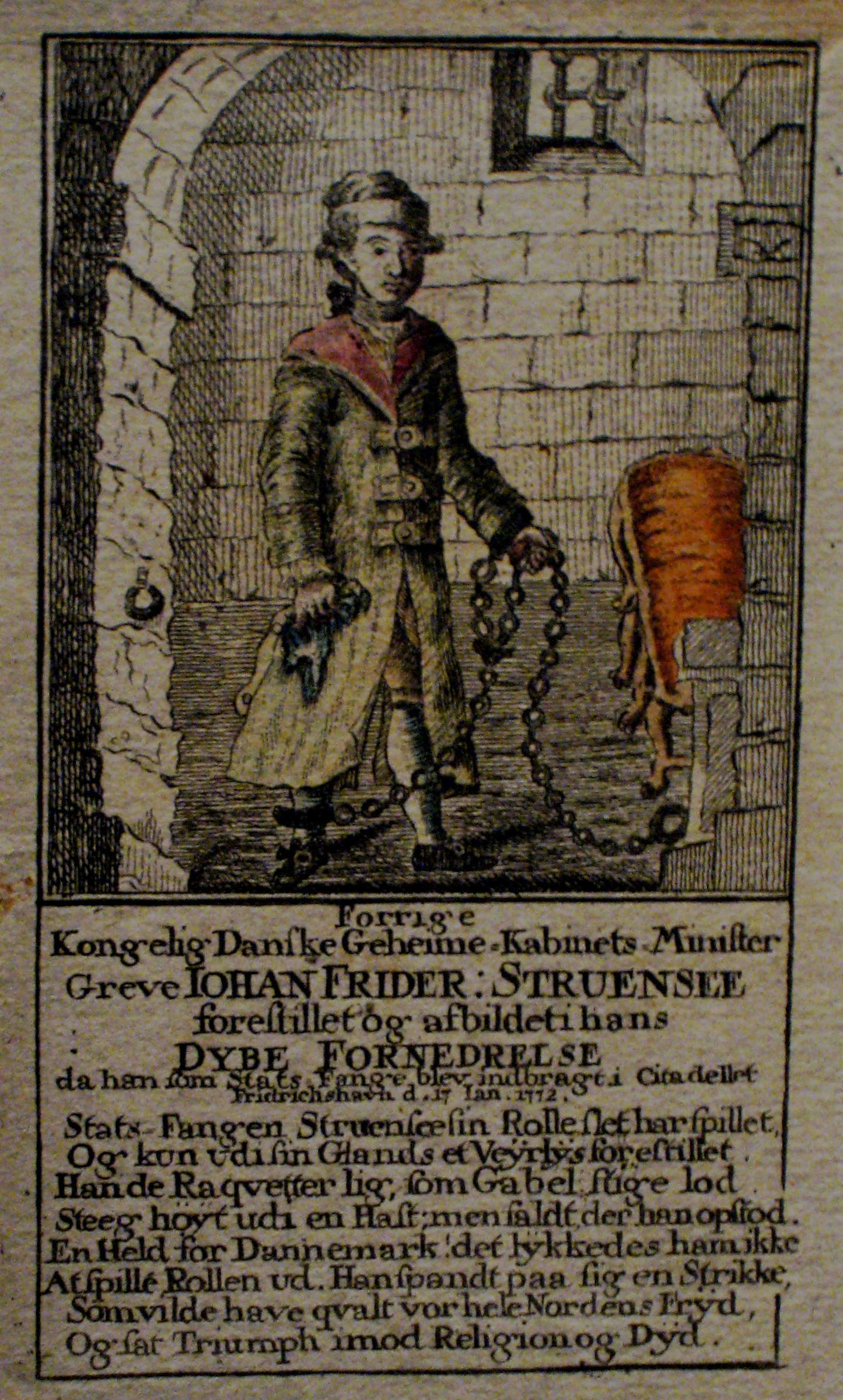
Struensee dans sa cellule de la citadelle de Copenhague.

Pour les nouveaux détenteurs du pouvoir, il importait de pouvoir alléguer un motif propre à légitimer l'arrestation de la reine Caroline Mathilde, qui était la sœur du roi d'Angleterre Georges III. Pour qu'il en fût ainsi, sa liaison avec Struensee devait apparaître au grand jour et entraîner le divorce du couple royal.
Aux questions qui lui furent posées lors de son interrogatoire, entamé le 21 février, Struensee commença par faire des réponses délibérément fantaisistes, souvent accompagnées d'un sourire, mais lorsqu'on en vint à celle portant le no 239, par laquelle il lui était demandé s'il avait eu des rapports sexuels avec la reine, il adopta subitement un ton « larmoyant », et le procès-verbal de l'interrogatoire fait alors état d'aveux. L'historien Asser Amdisen soupçonne que le comte fut soumis à la torture : une indication en ce sens réside dans la signature tremblée qu'il apposa sur sa déposition du 25 février, évoquant celle qui figure sur ses documents de la période de l'année 1770 où il avait la main fracturée à la suite d'une chute de cheval. Montrée à la reine, la confession de Struensee l'amena à avouer à son tour - pour se rétracter peu après.
Le problème qui se posait aux accusateurs était que la ''Loi royale'' danoise ne prévoyait pas le cas où le souverain investi du pouvoir absolu serait atteint de démence et se trouverait dans l'impossibilité de régner. Avant que Struensee ne fasse son apparition à la cour, le royaume avait déjà connu des circonstances dans lesquelles la réalité du pouvoir avait été détenue par un tiers utilisant abusivement la signature d'un monarque inerte, mais la différence était que cette fois, l'usurpateur était d'extraction bourgeoise et ne bénéficiait, au sein de la famille royale, d'aucun soutien, sinon celui de la reine. Il fallait donc faire un exemple et le procès ne fut qu'une simple formalité. C'est le jeune avocat Peter Uldall, âgé d'à peine 28 ans, qui fut commis à la défense de Struensee comme à celle de la reine Caroline Mathilde. Intentée en premier, la procédure de divorce fut conclue dès le 7 avril 1772. Le lendemain, le jugement fut signifié à la reine, au château de Kronborg où elle était retenue. Elle le signa, sans guère manifester d'inquiétude quant au sort de Struensee dont le procès d'enquête, tout comme celui de Brandt, put alors commencer. Dès le 25 avril, le verdict fut rendu aux termes du livre sixième, chapitre 4, article 1, de la Loi royale, qui s'énonce comme suit : « Quiconque inflige le déshonneur au roi ou à la reine ou attente à leur vie ou celle de ses enfants, en violation de l'honneur, de la vie ou des biens, aura, vivant, la main droite tranchée, son corps sera écartelé et déposé sur une roue au sommet d'un poteau et sa tête, avec la main, fichée sur une perche. Si l'auteur du crime est issu de l'aristocratie ou d'une position élevée, le bourreau brisera ses armoiries et tous ses héritiers directs seront déchus de leur rang et lignage. »
Struensee et Brandt furent tous deux officiellement condamnés pour crime de lèse-majesté, le premier parce qu'il avait insidieusement usurpé le pouvoir du monarque - eu égard à la position diplomatique du royaume vis-à-vis de l'Angleterre, il ne pouvait être fait mention de la reine dans le jugement même - et le second, au motif qu'il avait mordu le roi au doigt pour tenter de le calmer lors d'une de ses nombreuses crises d'hystérie,.

### Le récit de la conversion en prison
Pour amener les prisonniers à confesser et reconnaître leurs péchés, le tribunal d'enquête donna instruction de les visiter aux pasteurs Balthasar Münter et Jørgen Hee, ceux-là mêmes qui avaient été mis à l'amende en 1771 pour avoir prêché contre le gouvernement du comte. Ce dernier, en particulier, était connu pour être un tenant des thèses déistes et adresser des critiques virulentes à l'Église officielle. Peu après son exécution, Münter n'en publia pas moins un ouvrage intitulé Histoire de la conversion du ci-devant comte et ministre danois du cabinet privé J.F. Struensee, où il raconte comment, au terme de ses 38 entretiens avec lui, l'illustre prisonnier se repentit et, répudiant toutes ses actions antérieures, renonça à son athéisme matérialiste pour embrasser le christianisme. Hee, pour sa part, fit paraître en 1772 une relation de la conversion du comte Brandt, sous le titre Rapport authentique sur le comportement et les pensées en sa prison d'Enevold Brandt, condamné à mort exécuté. De ces deux récits, c'est celui de Münter qui acquit la plus grande popularité à travers tout l'Europe, offrant aux adversaires de l'idéologie des Lumières des arguments pour démontrer que toute cette philosophie reposait sur des bases viciées.
Asser Amdisen avance que l'ouvrage enjolive en bonne partie la réalité, voire ressortit purement et simplement à la fiction. La posture de repentance qu'il prête à Struensee ne s'accorde pas avec les procès-verbaux des interrogatoires. En outre, les lettres de la main du comte que Münter allègue comme preuve de son revirement religieux ne sont attestées nulle part ailleurs que dans son livre. On peut se demander si cette relation de « conversion » ne relève pas intégralement de la tradition, historiquement bien établie, de la fiction pieuse sur la résipiscence supposée de malfaiteurs condamnés à mort et le caractère édifiant de leurs derniers moments.
Dans son livre consacré à L'itinéraire de Struensee jusqu'à l'échafaud, paru en 2007, Jens Glebe-Møller, professeur en théologie, admet lui aussi que l'œuvre de Münter procède de la falsification et souligne plus particulièrement que les 31 premières pages de l'ouvrage, pourtant censées avoir été rédigées de la main même du comte, divergent tellement de sa manière habituelle de s'exprimer et d'écrire qu'il est plus que vraisemblable qu'elles soient un faux.

### L'exécution

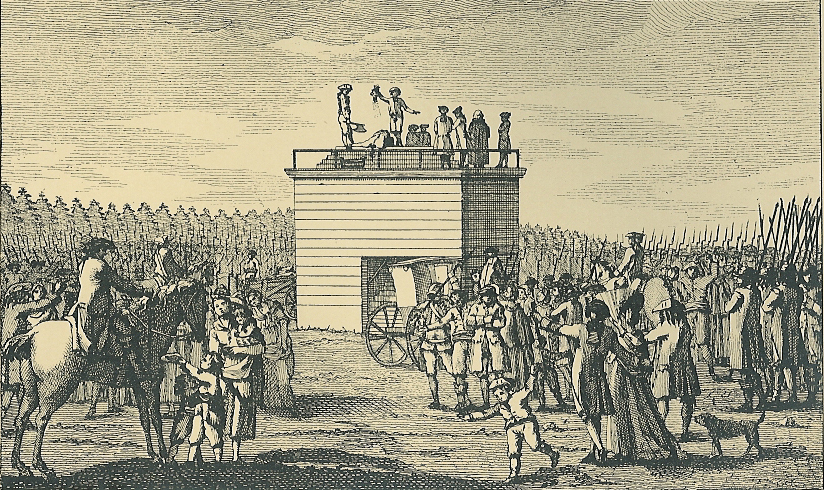
L'exécution de Struensee et de Brandt sur le pré communal de l'Est (Østerfælled), en avril 1772, gravure d'époque.

Christian VII signa l'arrêt de mort qu'on lui présenta et qui fut exécuté par la décapitation des condamnés, le 28 avril 1772, durant l'avant-midi, dans le « pré communal de l'Est » (Østerfælled), à l'emplacement de l'actuel parc du pré communal (Fælledpark). La douairière Juliane Marie, qui séjournait alors au château de Frederiksberg, pouvait voir la foule assemblée. Le roi, quant à lui, ne soupçonna rien du déroulement des exécutions.
Chargés de leurs chaînes et de leurs entraves, Struensee et Brandt furent amenés, dans des charrettes distinctes, sur le lieu de leur supplice. Brandt en fut extrait en premier, on lui ôta ses fers puis tous ses vêtements. Devant quelque trente mille spectateurs, foule considérable si l'on considère que Copenhague ne comptait que soixante-dix mille habitants à l'époque, il eut la main droite tranchée, s'écria « Le sang de Jésus appelle mon âme ! » et fut décapité. Vint alors le tour de Struensee. Lorsqu'il eut la main droite coupée, il se convulsa au point que le bourreau, Gotschalk Mühlhausen, n'arriva pas à asséner correctement le coup suivant et dut encore s'y reprendre à deux fois pour séparer complètement la tête du reste du corps. Il la brandit alors devant une assistance d'un calme inhabituel. Dans les années 1880, le dernier bourreau du royaume du Danemark, Jens Seistrup, qui avait hérité de la hache de Mühlhausen, affirmait qu'elle portait encore les traces des coups manqués qu'il avait portés lors de l'exécution du comte.
Les nouveaux détenteurs du pouvoir avaient bien évidemment besoin de faire un exemple mais le recours qui fut fait à l'ancienne pratique du démembrement fit paraître le châtiment excessif. Spectateur de l'exécution, le marchand copenhaguois Jacob Gude (1754-1810) écrit ainsi dans ses mémoires: « Pendant les exécutions, je me tenais près de l'endroit où avaient été disposés les équipages des vaisseaux mouillant à Holmen. Lorsque la tête de Struensee eut été tranchée, un jeune homme, dans leurs rangs, s'écria : " C'en est assez à présent. On pouvait très bien se passer du reste (c'est-à-dire de l'écartèlement) ! " Oh, à quel point la foule la plus vile ne nourrit-elle pas souvent des sentiments humains ! »
Les restes des condamnés furent transportés dans une charrette à ridelles jusqu'au pré communal de l'Ouest (Vesterfælled). Les membres épars furent attachés sur des roues fixées au sommet de mâts, tandis que les têtes étaient fichées sur des piques. Au bout de quelques années, il n'en resta plus que des os. Nul ne sait en quel lieu ils furent enterrés par la suite. Un jour, cependant, quelqu'un avait utilisé une échelle pour aller arracher une incisive à la mâchoire du comte. Or, en 1895, lors de fouilles menées dans l'Enghavevej, on découvrit deux squelettes dont les crânes, désolidarisés du restant du corps, étaient placés entre les jambes, cependant qu'il manquait une incisive à l'un d'entre eux : on émit dès lors l'hypothèse qu'il pouvait précisément s'agir des dépouilles de Struensee et de Brandt. Par la suite, les ossements furent ensevelis au cimetière de l'Ouest (Vestre Kirkegård) de la capitale danoise. Dans les années 1920, les cercueils auraient été placés dans la crypte située sous l'église Saint-Pierre, celle de la communauté allemande de Copenhague. Selon les responsables du sanctuaire, ils ne reposeraient cependant pas dans cette chapelle funéraire, mais auraient été ensevelis dans le sol. Aucune enquête n'a jamais été menée pour déterminer si ces restes étaient bien ceux des deux comtes.

## Le sort des réformes de Struensee après son exécution
Après les expériences réformatrices tentées par Struensee, les nouveaux dirigeants tentèrent d'en revenir à la situation qui avait traditionnellement prévalu en matière de droit et de privilèges. Leur première initiative fut de rétablir la garde royale à pied et à cheval, qui avait été si utile à leurs projets lors du tumulte de la veille de Noël. Ensuite, ils instituèrent une commission qui, composée d'Otto Thott, Joachim Otto Schack-Rathlou et Jørgen Skeel, rejoints ultérieurement par Andreas Peter Bernstorff et Joachim Godske Moltke, fut chargée d'examiner un par un les décrets du cabinet Struensee pour déterminer s'il convenait de les modifier ou de les conserver en l'état.
Le 17 février 1773, la commission déposa son rapport, qui était très mesuré. Pour les nouveaux dirigeants, il importait d'adapter la structure de l'administration (collèges et chancellerie) au régime nouvellement institué, où la conduite des affaires de l'État était assurée par le Conseil d'État. En conséquence, beaucoup de réformes de Struensee furent modifiées mais sans que l'on n'en revînt nécessairement à l'ancien ordre des choses. L'axe central de ces mouvements fut de rétablir le Conseil d'État privé dans sa position prépondérante. Cette restauration s'avéra toutefois éphémère : dans le courant même de la décennie 1770, le gouvernement de cabinet que Struensee avait instauré fut remis en vigueur - mais sous la direction cette fois d'Ove Høegh-Guldberg, de la reine douairière et du prince héréditaire.
La législation générale subit par ailleurs un certain nombre de modifications qui peuvent assurément être qualifiées de réactionnaires : le nouveau gouvernement rétablit l'usage de la torture dans les interrogatoires de police, réinstaura les sanctions pour les relations sexuelles hors mariage (lejermål), restaura le collège des Trente-deux hommes à la tête de la municipalité de Copenhague, réembaucha l'ensemble des fonctionnaires licenciés, remit en vigueur la pratique d'incarcérer les membres de toute famille « menant mauvaise vie » et fit enlever le tour d'abandon des nouveau-nés qui avait été installé dans la Fondation pour la maternité. Nombreuses furent toutefois les réformes de Struensee qui restèrent inchangées, surtout dans le cas de celles qui étaient de nature administrative ou concernaient les hôpitaux et hospices de pauvres, témoignant ainsi de la sensibilité philanthropique qui régnait à l'époque : le souci de protéger les plus faibles n'étant pas, loin s'en fallait, l'apanage des seuls réformateurs radicaux, comme Struensee l'avait été.
Les mesures de l'époque où Høegh-Guldberg fut au pouvoir témoignent également d'une hostilité manifeste aux réformes agraires et à la liberté de la presse. En matière agricole, Struensee n'avait guère pu progresser au-delà de la détermination des corvées exigibles par les propriétaires terriens mais il était évident qu'il avait des plans en la matière, qui devaient trouver une concrétisation une fois son successeur évincé du pouvoir, en 1784. Dans l'intervalle, les autorités imposèrent à nouveau des restrictions considérables à la liberté de la presse, en accroissant les pouvoirs des autorités de police et en prévoyant des sanctions plus sévères pour les contrevenants. En revanche, il convient de remarquer qu'elles ne rétablirent jamais la censure préalable, c'est-à-dire l'obligation d'obtenir une approbation avant d'imprimer un quelconque texte, telle qu'elle avait été en vigueur avant Struensee. En lieu et place, elles instaurèrent une législation pénale qui n'intervenait, si besoin était, qu'une fois le livre imprimé.

## Struensee vu par la postérité
Struensee et Brandt furent longtemps considérés comme l'incarnation même de la figure de l'usurpateur et du traître : cette image persista longtemps dans l'imaginaire populaire, surtout en ce qui concerne le premier.
Dans son livre Til nytte og fornøjelse - Johan Friedrich Struensee 1737-1772 (L'utile et l'agréable - Johan Friedrich Struensee 1737-1772), paru en 2002, Asser Amdisen a relevé que deux grands axes d'approche du personnage prédominent dans la recherche historique. Le premier voit dans le médecin allemand un « opportuniste superficiel », qui n'adhéra aux idées des Lumières que pour suivre l'air du temps, sans en appréhender vraiment la portée. S'il échoua, c'est pour n'avoir su comprendre ni les rouages administratifs de l'État, ni le peuple, ni même les idées qu'il tentait d'appliquer sur le terrain. Selon la seconde, Struensee doit être considéré comme une « figure de héros tragique », qui s'employa courageusement à acclimater des idées modernes et progressistes dans le royaume mais fut vaincu par sa caste dirigeante, conservatrice et réactionnaire. C'est cette conception qui domine le roman que l'écrivain suédois Per Olov Enquist a consacré en 1999 à Struensee et qui a été traduit dans plusieurs autres langues, dont le français, sous le titre Le Médecin personnel du roi. Asser Amdisen en arrive à la conclusion que le réformateur danois tenait un peu de l'un et l'autre de ces modèles. Il n'est possible de le juger qu'en le considérant comme une personnalité à part entière, qui a connu et l'échec et le succès.
Plusieurs pièces de théâtre, ballets et films, ont raconté l'histoire du comte Struensee. On citera ainsi plusieurs longs métrages.
Les plus anciens sont The Dictator (Le Dictateur), film anglo-allemand de 1935, réalisé par Victor Saville, avec Clive Brook dans le rôle du réformateur et Herrscher ohne Krone (Le Souverain sans couronne - en version française : Pour l'amour d'une reine), film allemand de 1957 qui eut Harald Braun pour réalisateur et dont le rôle-titre était assuré par Otto Wilhelm Fischer. Tous deux prennent d'amples libertés avec les réalités historiques.
Dans les années 1990, le cinéaste danois Erik Balling rédigea un scénario sur la cour danoise à l'époque de Struensee mais il ne fut jamais tourné, si bien qu'il en parlait comme de son « meilleur film non produit ». Il fut néanmoins publié sous forme de livre.
Sorti sur les écrans en 2010, le film Caroline - Den sidste rejse (Caroline, le dernier voyage) a été produit par Lars Valentin et réalisé par Henry Kolind, sur un scénario de l'actrice Christine Hermansen, qui en interprète également le rôle-titre, celui de la reine Caroline Mathilde, dont elle décrit la relation avec Struensee en la transposant à l'époque moderne.
En kongelig affære, film danois tourné par Nikolaj Arcel et sorti en 2012 (internationalement sous le titre A Royal Affair - en France Royal Affair), rend compte tant de la liaison de la reine Caroline Mathilde, interprétée par l'actrice suédoise Alicia Vikander, avec le comte Struensee auquel le comédien danois Mads Mikkelsen prête ses traits, de leur relation complexe avec Christian VII (Mikkel Boe Følsgaard), que du conflit entre Struensee et l'aristocratie danoise. Royal Affair obtint deux Ours d'argent au Festival de Berlin, celui du scénario (Nikolaj Arcel et Rasmus Heisterberg) et celui du meilleur acteur (Mikkel Boe Følsgaard).

## Sources
- (sv) Arvid Ahnfelt, Från Europas hof, dess furstehus och aristokrati : skildringar hemtade i nya specialverk samt svenska och utländska arkiv. [« Des cours d'Europe, de ses maisons princières et de son aristocratie : descriptions reprises dans de nouveaux ouvrages spéciaux ainsi que des archives suédoises et étrangères. »], vol. 1, Stockholm, Oscar L. Lamms förlag, 1883 (lire en ligne)
- (da) Asser Amdisen, Til nytte og fornøjelse : Johann Friedrich Struensee (1737-1772) [« Pour le bénéfice et le plaisir : Johann Friedrich Struensee (1737-1772) »], Copenhague, Akademisk Forlag, 2002, 248 p. (ISBN 87-5-003730-7)
- (de) Paul Barz, Doktor Struensee : Rebell von oben [« Docteur Struensee : Rebelle d'en haut »], Munich, Kabel Ernst Verlag, 1985, 258 p. (ISBN 3-8225-0001-1)
- (da) Ole Feldbæk, Den lange fred [« La longue paix »], Copenhague, coll. « Gyldendal og Politikens Danmarkshistorie » (no IX: 1700-1800)), 1990 (ISBN 87-89068-11-4)
- Elie-Salomon-François Reverdil, Struensée et la cour de Copenhague, 1760-1772, C. Meyruesis et Cie, 1858 Texte en ligne
- Per Olov Enquist, Le médecin personnel du roi (roman), Actes Sud, 2000.

- Eric Eydoux, Les grandes heures du Danemark, Paris, Librairie académique Perrin, 1975, 429 pages.
- Nikolaj Arcel, Royal Affair, sortie au cinéma en 2012.

### Sources primaires publiées
- (da) Marianne Alenius (dir.), Mit ubetydelige Levnets Løb. Efter Charlotte Dorothea Biehls breve., Copenhague, Museum Tusculanums Forlag, 1986
- (da) Svend Cedergreen Bech (dir.), Brev fra Dorothea. Af Charlotta Dorothea Biehls historiske breve, Copenhague, Politikens Forlag, 1975

## Dans l'art et la culture

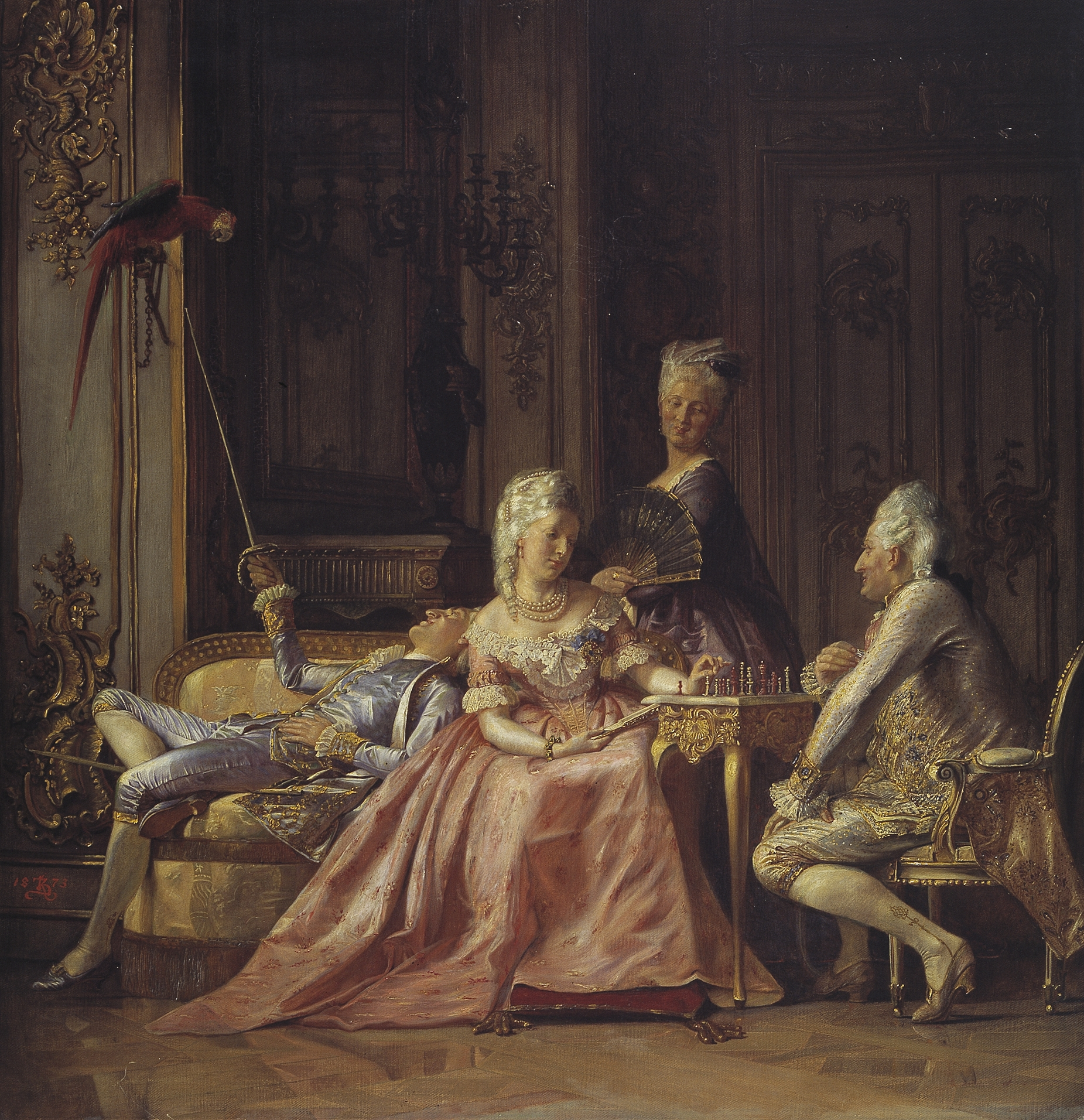
Kristian Zahrtmann: Scene de la cour de Christian VII. (1873). La reine et Struensee jouent aux échecs tandis que le roi joue avec son perroquet (collection Hirschsprung).

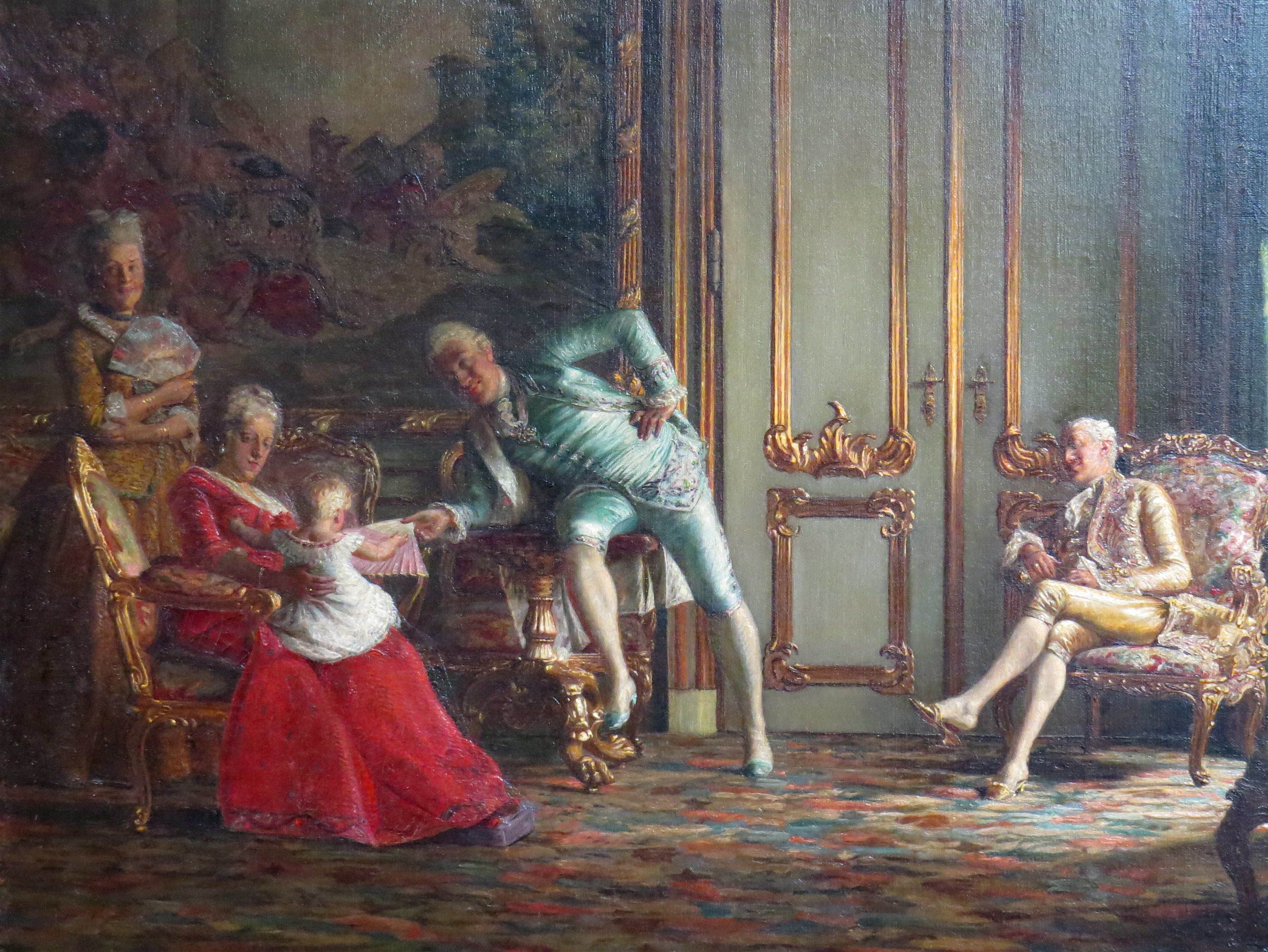
Kristian Zahrtmann: Interieur de la cour de Christian VII (1881), (collection Hirschsprung).

L'histoire de Struensee, sa liaison avec la reine Caroline-Mathilde, et leur relation avec le roi Christian VII, ainsi que le conflit entre Struensee et les dirigeants danois a inspiré de nombreuses reproductions artistiques:

### Littérature
- 1841 : Auguste Arnould et Narcisse Fournier, Struensée, vol. 2, Paris, C. Gosselin, 1841 (lire en ligne)
- 1935 : (de) Else von Hollander-Lossow, Die Gefangene von Celle [« La prisonnière de Celle »], E. A. Seemann, 1935
- 2000 : Per Olov Enquist (trad. du suédois par Marc de Gouvenain et Lena Grumbach), Le Médecin personnel du roi [« Livläkarens besök »], Actes Sud, 2000
- 2000 : (da) Bodil Steensen-Leth, Prinsesse af blodet [« Princesse du sang »], Forum, 2000[47]. Le film Royal Affair est basé sur ce roman.
- 2015 :  (it) Dario Fo, C'è un re pazzo in Danimarca [« Il y a un roi fou au Danemark »], Chiarelettere, 2015

### Films
- 1923 : Le favori de la reine (en allemand : Die Liebe einer Königin), film muet allemand réalisé par Ludwig Wolff, dans lequel le reine Caroline-Mathilde est interprété par l'acteur allemand Harry Liedtke[48].
- 1935 : Le Dictateur (en anglais : The Dictator), film britannique tourné par Victor Saville, dans lequel le comte Struensee est interprété par l'acteur britannique Clive Brook[49].
- 1957 : Pour l'amour d'une reine (en allemand : Herrscher ohne Krone), film allemand tourné par Harald Braun, dans lequel le comte Struensee est interprété par l'acteur autrichien O.W. Fischer[50].
- 2012 :  Royal Affair (en danois : En Kongelig Affære), film danois tourné par Nikolaj Arcel, dans lequel le comte Struensee est interprété par l'acteur danois Mads Mikkelsen[51],[52].

### Œuvres dramaturgiques
- Pierre Barbier, Struensee, drame en cinq actes, huit tableaux, en vers, d'après le drame en prose de Jules Barbier, représenté pour la première fois (partiellement), avec la musique de Meyerbeer, sur le théâtre de l'Odéon, à Paris, le 6 avril 1899